# قالان (كيسكان)
قالان (بالفارسية: قالان) هي مستوطنة تقع في إيران في قسم كيسكان الريفي. يقدر عدد سكانها بـ 415 نسمة بحسب إحصاء 2016.